# Misty Rowe
Pour les articles homonymes, voir Rowe.
Misty Rowe, née Mistella Rose Thornton le 1er juin 1952 à Glendora (Californie) est une actrice américaine. Elle est surtout connue pour avoir incarné pendant 19 ans la blonde guillerette de la série télévisée américaine Hee Haw. Au cinéma, elle a incarné Marilyn Monroe à deux reprises, en 1976 dans le film Goodbye, Norma Jean (en) et en 1989 dans Goodnight, Sweet Marilyn (en) de Larry Buchanan.

## Carrière

### À la télévision
Dans les années 70 Misty Rowe joue la serveuse du drive-in Wendy dans les premiers épisodes de la série Happy Days, et Marianne dans la parodie de Robin des Bois When Things Were Rotten de Mel Brooks. Dans les années 1980, elle apparait dans une dizaine de séries, notamment dans plusieurs épisodes de L'Île fantastique  et La croisière s'amuse. Son dernier rôle est dans un épisode de MacGyver en 1991.

### Au théâtre
Misty Rowe a joué dans le théâtre pour enfants Misty's Magic Mootown et incarné Patsy Cline dans la comédie musicale Always... Patsy Cline. En 2010, elle écrit et met en scène la comédie musicale The Legend of Sally Rand. 

### Dans d'autres médias
En novembre 1976, Misty Rowe pose dans le magazine Playboy. 
En 2003, le groupe de rock Young Heart Attack (en) lui dédie une chanson intitulée Misty Rowe.
En 2020, elle publie une autobiographie intitulée Misty Memories.

## Vie privée
De 1986 à 1995 Misty Rowe est mariée avec l'acteur James DePaiva (en), avec qui elle a une fille, Dreama, née en 1992. De 2001 à 2013, elle est mariée avec le producteur et monteur J. D. Ligier avec qui elle a trois enfants.

## Filmographie

### Cinéma
- 1972 : The Hitchhikers de Beverly Sebastian : Maggie
- 1976 : Goodbye, Norma Jean (en) de Larry Buchanan : Norma Jean Baker
- 1978 : Loose Shoes d'Ira Miller : Louise
- 1979 : A Pleasure Doing Business de Steven Vagnino : Ronnie
- 1980 : Détective comme Bogart de Robert Day : Duchesse
- 1982 : Déclics (en) (Double Exposure) de William Byron Hillman (en) : Bambi
- 1982 : Class Reunion de Michael Miller : Cindy Shears
- 1984 : Meatballs Part II de Ken Wiederhorn : Fanny
- 1985 : Qing bao long hu men de Winston Richard : Misty
- 1989 : Goodnight, Sweet Marilyn (en) de Larry Buchanan : Norma Jean Baker

### Télévision

#### Séries télévisées
- 1972 : Doris Day comédie : Mrs Sinclair (saison 5, épisode 11)
- 1972-1991 : Hee Haw : elle-même (136 épisodes)
- 1973 : Insight : Mary Ellen (saison 12, épisode 10)
- 1973 : Love, American Style : Rita / Naomi (2 épisodes)
- 1974-1975 : Happy Days : Wendy (8 épisodes)
- 1975 : When Things Were Rotten : Marianne (13 épisodes)
- 1977 : Quark (en) : Interface (épisode pilote)
- 1977 : Kojak : Nadine (saison 5, épisode 12)
- 1978-1979 : Hee Haw Honeys : Misty Honey
- 1978 : Embarquement immédiat : Candy (épisode 11)
- 1980 : Young Maverick (en) : Betty (épisode 7)
- 1980 : Joe's World (en) : Judy Wilson (3 épisodes)
- 1980-1982 : L'Île fantastique (4 épisodes)
- 1980-1983 : La croisière s'amuse (4 épisodes)
- 1981 : Aloha Paradise (en) : Invitée (épisode 1)
- 1981 : Darkroom (en) : Leda (épisode 7)
- 1982 : Matt Houston : Terri Anton (saison 1, épisode 6)
- 1985 : Ricky ou la Belle Vie  :  Dee Dee Driscoll (saison 3, épisode 13)
- 1985 : Supercopter : Roxanne 'Roxy' Marvel  (saison 2, épisode 18)
- 1986 : The Last Precinct (épisode pilote)
- 1991 : MacGyver : Betty (saison 7, épisode 4)

#### Téléfilms
- 1973 : Blood Sport : Holly
- 1974 : The Story of Pretty Boy Floyd (en) : Blonde
- 1977 : SST: Death Flight (en) : Angela Garland